# Atlanta (Missouri)
Pour les articles homonymes, voir Atlanta (homonymie).
Atlanta est une ville du comté de Macon, dans le Missouri, aux États-Unis,. Située à l'est du comté, elle est incorporée en 1873.

## Démographie
Lors du recensement de 2010, la ville comptait une population de 385 habitants. Elle est estimée, en 2016, à 371 habitants.

## Source de la traduction
- (en) Cet article est partiellement ou en totalité issu de l’article de Wikipédia en anglais intitulé « Atlanta, Missouri » (voir la liste des auteurs).